# Werner Eck
Werner Eck (Norimberga, 17 dicembre 1939) è uno storico ed epigrafista tedesco.

## Biografia
Ha compiuto gli studi superiori presso l'Humanistischen Gymnasium di Norimberga e si è diplomato nel 1959. Dal 1959 al 1965 ha studiato Storia, Latino, Greco, Germanistica e Archeologia presso l'Università Friedrich-Alexander di Erlangen-Norimberga. Nel 1965 ha sostenuto l'esame di stato per l'insegnamento nei Licei di Latino e Germanistica e nel 1966 di Storia. Nel 1968 ha conseguito il dottorato di ricerca in Storia antica sempre presso l'Università Friedrich-Alexander di Erlangen-Norimberg. Nel 1975 ha ottenuto l'abilitazione all'insegnamento di Storia antica, diventando professore ordinario nel 1976 all'Università della Saarland e nel 1979 all'Università di Colonia, ruolo che ha ricoperto fino al 2007, quando è diventato professore emerito.
Allievo prediletto di Friedrich Vittinghoff, è specializzato nello studio della storia dell'Impero romano. I suoi maggiori interessi sono inerenti alla Storia romana, e sono costituiti in particolare dall'epigrafia latina, dalla storia amministrativa e dalla prosopografia. Ha collaborato ad alcuni dei progetti più importanti riguardanti la Storia romana, come il Corpus Inscriptionum Latinarum, la Prosopographia Imperii Romani, la Realencyclopädie Pauly-Wissowa, la Cambridge Ancient History. Ha al suo attivo più di 1000 pubblicazioni, tra monografie, curatele, saggi e recensioni. Dal 1979 è uno dei curatori della Zeitschrift für Papyrologie und Epigraphik e dal 2007 ne è direttore responsabile. Dal 1997 al 2002 è stato presidente dell'Association Internationale d’Epigraphie Grecque et Latine. Dal 2015 è Socio Straniero presso l'Accademia Nazionale dei Lincei (Classe di Scienze Morali, Storiche e Filologiche). È stato professore invitato presso diverse università, tra le quali l'Università di Oxford, l'Università degli Studi di Roma "La Sapienza", l'Università di Bologna e l'Università degli Studi di Napoli Federico II. Ha ricevuto la laurea honoris causa dall'Università di Cluj-Napoca, dall'Università di Kassel e dall'Università Ebraica di Gerusalemme.

## Opere
- Senatoren von Vespasian bis Hadrian. Prosopographische Untersuchungen mit Einschluß der Jahres- und Provinzialfasten der Statthalter, München 1970, ISBN 3-406-03096-3.
- Die staatliche Organisation Italiens in der hohen Kaiserzeit, München 1979, ISBN 978-3-406-04798-5.
- (Con Antonio Caballos e Fernando Fernández) Das Senatus consultum de Cn. Pisone patre, München 1996, ISBN 3-406-41400-1.
- Tra epigrafia, prosopografia e archeologia. Scritti scelti, rielaborati ed aggiornati, Roma 1996, ISBN 88-7140-087-9.
- L'Italia nell'Impero Romano. Stato e amministrazione in epoca imperiale, II edizione rivista, Bari 1999, ISBN 978-8-872-28258-8.
- (Traduzione di Carla Salvaterra) Augusto e il suo tempo, Bologna 2000, ISBN 978-8-815-13891-0.
- Köln in römischer Zeit. Geschichte einer Stadt im Rahmen des Imperium Romanum, Köln 2004, ISBN 978-3-774-30358-4.
- Rom und Judaea. Fünf Vorträge zur römischen Herrschaft in Palaestina, Tübingen 2007, ISBN 978-3-161-49460-4.
- Monument und Inschrift. Gesammelte Aufsätze zur senatorischen Repräsentation der Kaiserzeit, Berlin 2010, ISBN 978-3-110-24694-0.
- Judäa - Syria Palästina. Die Auseinandersetzung einer Provinz mit römischer Politik und Kultur, Tübingen 2014, ISBN 978-3-161-53026-5.
- (Con Dietmar Kienast e Matthäus Heil) Römische Kaisertabelle, Grundzüge einer römischen Kaiserchronologie, Darmstadt 2017, ISBN 3-534-26724-9.
- Gesellschaft und Administration im Römischen Reich. Aktualisierte Schriften in Auswahl, Berlin 2021, ISBN 978-3-11-074665-5.